# Бабадайхан
Бабадайхан (туркм. Babadaýhan) — город, административный центр Бабадайханского этрапа Ахалского велаята Туркменистана.

## История
С 1939 года являлся посёлком городского типа. До 26 июня 1992 года носил название Кировск.
29 апреля 2016 года после принятия решения кабинетом министров Туркменистана о ликвидации Бабадайханского этрапа, Бабадайхан был включён в состав Тедженского этрапа.
С восстановлением 5 января 2018 года Бабадайханского этрапа Бабадайхан вновь стал его административным центром и обрёл статус города.

## География
Расположен в 36 км от железнодорожной станции Теджен (узел линий на Ашхабад, Мары и Мешхед).

## Население
| 1959 | 1970 | 1979 | 1989 |
| ---- | ---- | ---- | ---- |
| 3492 | 4338 | 5020 | 7130 |

## Известные уроженцы
- Ата Аловов (1934—2011) — актёр, драматург, заслуженный деятель искусств Туркменистана.
- Базар Аманов (1908—1981) — актёр, драматург, народный артист СССР (1965).
- Алты Карлиев (1909—1973) — актёр, режиссёр театра и кино, драматург, народный артист СССР (1955).